# دان بانكهيد
دان بانكهيد (بالإنجليزية: Dan Bankhead)‏ هو لاعب كرة قاعدة أمريكي، ولد في 3 مايو 1920 في Empire, Alabama ‏ في الولايات المتحدة، وتوفي في 2 مايو 1976 في هيوستن في الولايات المتحدة بسبب سرطان.

## وصلات خارجية
- دان بانكهيد على موقع دوري كرة القاعدة الرئيسي (الإنجليزية)
- دان بانكهيد على موقعبيزبول رفرنس.كوم (الدوري الرئيسي) (الإنجليزية)
- دان بانكهيد على موقعبيزبول رفرنس.كوم (الدوري الثانوي) (الإنجليزية)
- دان بانكهيد على موقع جمعية أبحاث البيسبول الأمريكية (الإنجليزية)
- دان بانكهيد على موقع مشجعي الرسوم البيانية (الإنجليزية)